# (72993) Hannahlivsey
(72993) Hannahlivsey est un astéroïde de la ceinture principale.

## Description
(72993) Hannahlivsey est un astéroïde de la ceinture principale. Il fut découvert le 15 mars 2002 par l'observatoire Tenagra II. Il présente une orbite caractérisée par un demi-grand axe de 2,34 UA, une excentricité de 0,16 et une inclinaison de 2,5° par rapport à l'écliptique.